# Potamocoridae
Potamocoridae is een familie van wantsen. De familie werd voor het eerst wetenschappelijk beschreven door Usinger in 1941.

## Uiterlijk
De meeste soorten van deze familie zijn bruin of lichtbruin en langvleugelig en ze lijken sterk op waterwantsen. Ze hebben gladde vleugels die aan waterkevers doen denken. Vaak is het halsschild en scutellum donkerder gekleurd. Sommige soorten hebben lange gouden haren langs hun lichaam. De wantsen worden in langzaamstromend water gevonden. De biologie van deze familie is nog slecht onderzocht, er is nog niet veel over bekend. 

## Voorkomen
Soorten van deze familie worden aangetroffen in tropisch Amerika, vooral in Zuid-Amerika, en enkele in Midden-Amerika.

## Taxonomie
Potamocoridae is nu opgenomen in de superfamilie Naucoriidea . Sommige auteurs plaatsten het bij de Aphelocheiridae in een superfamilie genaamd Aphelocheiroidea.
De familie bevat de volgende geslachten:

- Coleopterocoris Hungerford, 1942
- Potamocoris Hungerford, 1941